# Szalay Károly (színművész, 1896–1987)
Szalay Károly (Révfülöp, 1896. november 16. – Budapest, 1987. december 9.) magyar színész, színigazgató.

## Életútja
Balassa Jenőnél végezte el színészeti tanulmányait 1920 körül. Budapesten szerepelt mint énekes bonviván, majd vidéken is megfordult. 1928–1929 között Pécsett működött. 1930–1940 között kisebb helységekben lépett fel társulatával. Színigazgató volt 1940–1941 között Békéscsabán, Kecskeméten, Munkácson, Makón és Veszprémben; 1941–1942 között Győrben, Kecskeméten, 1942–1944 között Szombathelyen és újból Győrött. 1945–1946 között valamint 1947. márciustól az évad végéig a pécsi színházat vezette. Ezután a rádióban tűnt csak fel. 1961-ben vonult nyugdíjba statisztaként a Nemzeti Színházból.